# آنوشکا شرستا
آنوشکا شرستا (به انگلیسی: Anushka Shrestha) (نپالی: अनुष्का श्रेष्ठ) (متولد ۱۸ ژانویه ۱۹۹۶) برنده مسابقه زیبایی نپال (میس نپال) است که در ۹ مه ۲۰۱۹ به عنوان میس ورد نپال ۲۰۱۹ به تاج بر سر نهاد. وی نماینده نپال در مسابقه میس ورد ۲۰۱۹ بود که در ۱۴ دسامبر ۲۰۱۹ در اکس‌سل لندن در انگلستان برگزار شد. در طی این مسابقه، وی جایزه زیبایی منتخب رسانه‌ها، را به کسب کرد و همچنین برنده چالش سر به سر شد. شرستا همچنین خانم نپال اقیانوسیه ۲۰۱۸ است که در استرالیا برگزار می‌شود. وی همچنین عنوان خانم یاماها فاسینو ۲۰۱۹ را به همراه عنوان میس اینتلکت ۲۰۱۹ به‌دست آورد. وی توسط ملکه پیشین خود شرینخالا خطیوادا تاجگذاری کرد.

## سنین جوانی و تحصیل
او در ۱۸ ژانویه ۱۹۹۶، در مادرش، موکتا شراستا، طراح لباس نپالی و پدرش آنیل شرستا ، در کاتماندو، نپال متولد شد. مادر او صاحب یک بوتیک به نام موکو واقع در، بخش لالیتپور، نپال است. شرستا SLC (گواهی خاتمه مدرسه) را از دبیرستان تریوگ و کالج پایه را از مدرسه متوسطه Ace به پایان رساند. بعداً، وی به سیدنی استرالیا رفت و لیسانس بازرگانی خود را در دانشگاه کاتولیک استرالیا به پایان رساند.

## نمایش

### میس نپال اقیانوسیه ۲۰۱۸
او در سال ۲۰۱۸ در مسابقه زیبایی میس نپال اقیانوسیه شرکت کرد و عنوان قهرمانی را از آن خود کرد. او با کسب این عنوان به جمع ۲۶ نفر برتر میس نپال ۲۰۱۹ رسید.

### میس نپال ۲۰۱۹
در ۹ مه ۲۰۱۹، شرستا در محل مدرسه آزمایشگاه HS، کیرتیپور، نپال، به میس نپال ۲۰۱۹ پیوست، و در آنجا به عنوان میس نپال جهان ۲۰۱۹ تاجگذاری کرد.

### میس ورد ۲۰۱۹
او به عنوان، نماینده نپال در مسابقه میس ورد ۲۰۱۹ شرکت نمود که در ۱۴ دسامبر ۲۰۱۹ در اکس‌سل لندن، کشور انگلستان برگزار شد. او برنده جایزه مسابقه، زیبایی منتخب رسانه‌ها، شد و چالش سر به سر را نیز برد. او در نهایت در ۱۲ نفر برتر میس ورد ۲۰۱۹ قرار گرفت.